# Джеймс Брюс, 8-й граф Елґін
Джеймс Брюс, 8-й граф Елґін і 12-й граф Кінкардин (1811—1863) — британський державний діяч.

## Життєпис
1841 — був обраний до Палати громад у виборах, які були визнані недійсними. В листопаді 1841, після смерті батька, він успадкував титул графа Елґіна, 8-го за порядком. У 1842 році призначений губернатором Ямайки, у 1846 році генерал-губернатором Канади. Тут йому вдалося досить скоро відновити порушений порядок та підняти матеріальний добробут колонії. 1848 — призначив перший відповідальний уряд партії реформістів, сформований відповідно до отриманих коаліцією голосів. Коаліцію очолювали Роберт Болдвін у Верхній Канаді та Луї-Іполит Лафонтен у Нижній. При Джеймсові Брюсі побудована перша залізниця в Канаді та укладений в 1854 році договір між Канадою та США (англ. Canadian-American Reciprocity Treaty). В 1849 році він був піднесений до рангу пера Англії, додатково до рангу шотландського пера, який він мав доти.
З березня 1857 року через конфлікт, що виник внаслідок руйнування факторій у Кантоні, його відрядили до Китаю з надзвичайними повноваженнями для захисту інтересів англійської торгівлі. Оскільки примирливі спроби залишалися безрезультатними, Брюс розпочав військові операції проти Китаю, взяв Кантон, розбив чисельно переважаючі китайські війська при гирлі річки Байхе та зі своєю флотилією зайняв такі позиції, що міг загрожувати Пекіну. А в червні 1858 року уклав з Китаєм Тяньцзіньський договір, вигідний для Великої Британії. Уклавши в серпні того ж 1858 року торговий договір з Японією, він повернувся до Британії, де в міністерстві Пальмерстона був генерал-поштмейстером.
1860 — знову був відряджений до Китаю, де знову спалахнула війна, але йому вдалося її припинити за допомогою французів, захопленням Пекіна. При цьому за його наказом, у відповідь на тортурування і страту китайцями 20-х європейських та індійських полонених, включно з британськими дипломатами та журналістами , було зруйновано розграбовано Старий Літній палац, при чому пропало та було розграбоване безцінне зібрання порцеляни та інший вміст палацу.
В лютому 1862 був призначений віце-королем Індії, де розгорнув тверду та корисну для Британії діяльність, але ненадовго: в наступному році він помер у Пенджабі.
Син його Віктор Александер Брюс, 9-й граф Елґін та 13-й граф Кінкардин (1849—1917) з 1893 до 1898 року був віце-королем Індії.

## Пам'ять
На честь діяча названі графства (округи) Елґін та Брюс, а також містечко Кінкардин, село Брюс-Майнз у провінції Онтаріо, Порт-Елґін у Нью-Брансвіку, численні вулиці в Канаді та Індії. У 1953 році ім'я Джеймса Брюса було внесене до списку національних історичних осіб Канади в рамках процесу інституціалізації національної історичної пам'яті Канади